# Darkside Blues
Darkside Blues (japonês: ダークサイド・ブルース Hepburn: Dākusaido Burūsu) é uma série de mangás de Hideyuki Kikuchi. A história foi adaptada em um filme de anime dirigido por Yoshimichi Furukawa.
O mangá foi publicado pela editora Akita Shoten em dois volumes entre setembro de 1988 e dezembro de 1988. A série foi relançada três vezes em edições especiais de um volume: em 22 de novembro de 1993; em 10 de maio de 2002; e em 16 de março de 2012.

## História
A história se localiza na cidade de Kabuki-cho, lar de uma facção de resistência chamada Messias. No cenário futurista, Kabuki-cho é um dos últimos lugares de liberdade porque a  corporação Persona Century assumiu o controle da maioria da Terra. Kabuki-cho é, portanto, conhecido como "O lado negro de Tokyo". Além disso, um misterioso estranho chamado Darkside parece proteger os cidadãos.